# Shane Lechler
Pour les articles homonymes, voir Lechler.
(en) Statistiques sur pro-football-reference
Edward Shane Lechler, né le 7 août 1976 à East Bernard, est un joueur professionnel américain de football américain qui a évolué pendant 18 ans au poste de punter au sein de la National Football League (NFL).

## Biographie

### Carrière universitaire
Comme universitaire, il a joué pour les Aggies de l'université A&M du Texas de 1996 à 1999 au sein de la NCAA Division I FBS.

### Carrière professionnelle

#### Raiders d'Oakland
Il est sélectionné par les Raiders d'Oakland au 142e rang globale lors du 5e tour de la draft 2000 de la NFL. Il y reste 13 saisons au cours desquelles il est sélectionné à 7 reprises pour le Pro Bowl et nommé à 9 reprises All Pro. 

#### Texans de Houston
Il rejoint les Texans de Houston à partir de la saison 2013. Il est libéré le 31 août 2018 par les Texans et ne joue plus par la suite. 

#### Retraite
Il annonce officiellement sa retraite de la NFL le 30 mars 2019.